# 3. арондисман Париза
3. арондисман, Темпл, је један од 20 арондисмана француског главног града Париза.

## Географски положај
3. арондисман се налази на десној обали Сене. Граничи са 10.арондисманом на северу и 11. арондисманом на истоку, на југу са 4. арондисманом и на западу са 1. и 2. арондисманом.

## Четврти
Сваки арондисман у Паризу је подељен на четири кварта, који су везано за поделу на арондисмане, нумерисани бројевима од 1 до 80. Арондисман се дијели на четири градске четврти:
- Quartier des Arts-et-Métiers (9.)
- Quartier des Enfants-Rouges (10.)
- Quartier des Archives (11.)
- Quartier Sainte-Avoye (12.)

## Демографски подаци
| Година | Број становника | Густина (стан. по km2) |
| ------ | --------------- | ---------------------- |
| 1861   | 99.116          | 84.642                 |
| 1872   | 89.687          | 76.656                 |
| 1936   | 66.233          | 56.609                 |
| 1954   | 65.312          | 55.822                 |
| 1962   | 62.680          | 53.527                 |
| 1968   | 56.252          | 48.038                 |
| 1975   | 41.706          | 35.616                 |
| 1982   | 36.094          | 30.823                 |
| 1990   | 35.102          | 29.976                 |
| 1999   | 34.248          | 29.247                 |
| 2006   | 34.721          | 29.676                 |

## Важније улице и тргови
- rue au Maire
- rue aux Ours
- rue des Archives
- rue Bailly
- rue Beaubourg
- boulevard Beaumarchais
- rue Béranger
- rue Blondel
- rue Borda
- rue du Bourg-l'Abbé
- rue de Bretagne
- rue Chapon
- rue Charles-François-Dupuis
- rue Charlot
- rue Commines
- rue Conté
- rue de la Corderie
- rue Cunin-Gridaine
- cité Dupetit-Thouars
- rue Dupetit-Thouars
- boulevard des Filles-du-Calvaire
- rue des Filles-du-Calvaire
- rue du Foin
- rue des Fontaines-du-Temple
- rue des Francs-Bourgeois
- Rue Froissart
- rue Gabriel-Vicaire
- rue des Gravilliers
- rue Greneta
- rue des Haudriettes
- rue Meslay
- rue Montgolfier
- rue de Montmorency
- rue Notre-Dame de Nazareth
- rue Papin
- rue Paul-Dubois
- rue du Perche
- impasse de la Planchette
- rue Rambuteau
- rue Réaumur
- place de la République
- rue du Roi-Doré
- cour de Rome
- rue Sainte-Apolline
- boulevard Saint-Denis
- rue Sainte-Élisabeth
- rue Saint-Gilles
- boulevard Saint-Martin
- rue Saint-Martin
- rue Salomon-de-Caus
- boulevard de Sébastopol
- boulevard du Temple
- rue du Temple
- rue de Turbigo
- rue de Turenne
- rue Vaucanson
- rue du Vertbois
- rue des Vertus
- rue Vieille-du-Temple
- rue Volta